# Емануель Галея
Емануель Галея (італ. Emanuel Galea; 10 березня 1891 — 21 серпня 1974) — мальтійський католицький священник (з 1915). Єпископ-помічник Мальтійський (1942—1974). Титулярний єпископ Тральськи. Доктор теології. Кавалер Мальтійського ордену (1943). Помічник папи Павла VI (1956). Учасник Другого Ватиканського собору.